# جيرهارد فون شفيرين
جيرهارد فون شفيرين (بالألمانية: Gerhard Graf von Schwerin)‏ (و. 1899 – 1980 م) هو ضابط، وسياسي ألماني، ولد في هانوفر، كان عضوًا في الحزب الديمقراطي الحر، توفي في روتاش-إيجرن، عن عمر يناهز 81 عاماً.

## الخدمة العسكرية
خدم في الجيش الألماني.

## جوائز
حصل على جوائز منها:

Knight's Cross of the Iron Cross with Oak Leaves and Swords ‏

## روابط خارجية
- جيرهارد فون شفيرين على موقع مونزينجر (الألمانية)